# Gangsters, Sex and Karaoke
Pour plus de détails, voir Fiche technique et Distribution.
Gangsters, Sex and Karaoke (Love, Honour and Obey) est un film britannique écrit et réalisé par Dominic Anciano et Ray Burdis, sorti en 2000.

## Synopsis
Jonny est un coursier sans véritable avenir, insatisfait de sa vie. Il demande à son ami de longue date Jude de le faire rentrer dans le milieu mafieux londonien, en occurrence la mafia du Nord de Londres dirigée par Ray Kreed, l'oncle de Jude. Johnny se montre gaffeur et maladroit, entraînant dès lors une guerre contre la mafia du Sud de Londres, menée par Sean. Elle est déclenchée lorsque deux hommes meurent et qu'un sac d'héroïnes disparaît...

## Fiche technique
- Titre : Gangsters, Sex and Karaoke
- Titre original : Love, Honour and Obey
- Réalisation, scénario, production : Dominic Anciano et Ray Burdis
- Photographie : John Ward
- Montage : Rachel Meyrick
- Musique : John Beckett
- Sociétés de production : Keystone Pictures, Pretty Pictures, Sales Company et Trimark Video
- Pays d'origine : Royaume-Uni
- Langue originale : anglais
- Format : couleurs - 1,85:1 - Dolby Digital - 16 mm
- Genres : comédie, gangsters
- Durée : 103 minutes
- Dates de sortie : 
  -  Royaume-Uni : 7 avril 2000
  -  France : 25 octobre 2000
  -  États-Unis : 9 février 2001

## Distribution
- Sadie Frost : Sadie
- Jonny Lee Miller (VO : Emmanuel Karsen) : Jonny
- Ray Winstone : Ray Kreed
- Jude Law (VO : Guillaume Orsat) : Jude
- Sean Pertwee : Sean
- Kathy Burke : Kathy
- Denise van Outen : Maureen
- Rhys Ifans : Matthew
- Edward Akrout : Aaron
- Dominic Anciano : Dominic
- Ray Burdis : Ray
- John Beckett : John
- Trevor Laird : Trevor
- William Scully : Bill
- Perry Benson : Perry 'Fat Alan'
- Mark Burdis : Mark
- Laila Morse : Laila

Source VF : RS Doublage